# جورج دبليو. تومسون
جورج دبليو. تومسون (بالإنجليزية: George W. Thompson)‏ هو قاضي ومحامي وسياسي أمريكي، ولد في 14 مايو 1806 في الولايات المتحدة، وتوفي في 24 فبراير 1888 في الولايات المتحدة. حزبياً، نشط في الحزب الديمقراطي. وقد انتخب عضو مجلس نواب الولايات المتحدة عن ولاية فرجينيا وانتخب عضو مجلس النواب الأمريكي.